# Rivière de la Petite Nation
Rivière de la Petite Nation är ett vattendrag i Kanada.   Det ligger i provinsen Québec, i den sydöstra delen av landet, 50 km öster om huvudstaden Ottawa.
Omgivningarna runt Rivière de la Petite Nation är en mosaik av jordbruksmark och naturlig växtlighet. Runt Rivière de la Petite Nation är det glesbefolkat, med 18 invånare per kvadratkilometer.